# 長島達也
長島 達也（ながしま たつや）は、日本の男性ピアニスト、指揮者。

## 来歴
武蔵野音楽大学附属高等学校で平野邦夫について学び、卒業。その翌々日に単身渡米、ノースカロライナ芸術大学、ジュリアード音楽院、イリノイ大学アーバナ・シャンペン校にて、ピアノをベラ・ダヴィドヴィチ、シャーンドル・ジェルジ、イアン・ホブソン、エリック・ラーソンに学び、指揮法をポール・フリーマン、サルジュ・ゼナケルに、室内楽をジュリアード弦楽四重奏団、クリーブランド弦楽四重奏団のメンバーの元で学んだ。在学中に数々のコンクールに入賞し、欧米での演奏活動を開始するきっかけを作った。
今までにソロ活動をニューヨークのカーネギー・ホール、リンカーンセンター、ロンドンのロイヤル・アルバート・ホール、バービカン・センター、ウィーン楽友協会大ホール (ムジークフェラインザール)、ベルリンのシャウスピールハウス、ベルリン放送協会ホール、アムステルダム・コンセルトヘボウ、パリ・シャトレ座、ロシアのモスクワ音楽院大ホール (チャイコフスキーホール)、サンクトペテルブルク・フィルハーモニアホールを初めとする世界一流ホールでの演奏をしている。
協奏曲のソリストとしては、ロイヤル・フィルハーモニー管弦楽団、ベルリン・ドイツ交響楽団、ベルリン放送交響楽団、ロシア交響楽団、サンクトペテルブルク交響楽団、チェコ国立交響楽団、プラハ放送交響楽団、キーロフ交響楽団、アメリカ交響楽団、インディアナポリス交響楽団を初めとする世界の名門オーケストラとの協演等を含め世界各国５０以上の楽団との共演をしている。指揮者もヴァレリー・ゲルギエフ、ダニエレ・ガッティ、バクタン・ジョルダニア、イアン・ホブソン、ジャージャ・リン、現田茂夫などという名指揮者との共演もしている。
室内楽では、ウジェーヌ・サルブ（パガニーニ、カール・フレッシュ両国際コンクール優勝の国際的バイオリニスト）、パヴェル・シュポルツル（現代チェコを代表するバイオリニスﾄ）、アレクサンドル・トロスチャンスキー（モスクワ音楽院バイオリン教授）、トモ・ケラー（元ロンドン交響楽団コンサートマスター、現アカデミー室内管弦楽団コンサートマスター兼リーダー）、フリードリヒ・クラインハプル（オーストリアを代表するチェリスト）、キリル・ロディン（モスクワ音楽院チェロ教授・チャイコフスキー国際コンクール優勝者）等の世界的に活躍するソリストのパートナーを務めたり、ウィーン・フィル、ウィーン歌劇場、ロンドン・フィル、ロンドン響、アカデミー室内管弦楽団、ニューヨーク・フィル、クリーブランド管弦楽団、オルフェウス室内管弦楽団、ボストン響等世界屈指のオーケストラのメンバー達との共演も多い。
また、キャスリーン・バトル、ジェニファー・ウェルチ＝バビッジといったメトロポリタン歌劇場のスターソプラノや、ティチナ・ヴォーン（メゾソプラノ）、グレン・シーベルト（テナー）、サルバトーレ・シャンペン（テナー）といった世界を代表するオペラ歌手のパートナーとしての経験も豊富にある。また、1992年には、タチアナ・ニコラーエワと共演した。
これまでにアメリカ、カナダ、イギリス、ドイツ、ベルギー、フランス、オーストリア、スペイン、イタリア、ロシア、ウクライナ、ブラジル、アルゼンチン、南アフリカ、日本、韓国、台湾のテレビやラジオに出演、演奏などが放送されている。

## エピソード
2001年に、アメリカのノースダコタ州のグランド･フォークス交響楽団の定期演奏会で数年間かけて行なってきたモーツァルト協奏曲全曲演奏シリーズ最終回のコンサート前日に、ソリストが出演不可能となった同楽団より必死の依頼があり、まだ一度も弾いた事が無かったモーツァルトのピアノ協奏曲第22番(変ホ長調、K.482)を実に一日で学び，翌日飛行機で現地にかけつけて演奏、超満員の観客全員が総立ちするという快挙をなしとげた。その模様は各新聞，音楽雑誌で取り上げられ、世界各国で絶大な人気を誇るイギリスの｢The Strad｣誌もこの偉業を｢今年音楽界で最も驚かされた出来事はアメリカのノースダコタ州で起きた。グランド・フォークス交響楽団が3年越しで催して来たモーツァルト：ピアノ協奏曲全曲演奏の最終回の前々夜に、思いもよらぬハプニングから、当初予定していたソリストのピアニストが演奏できなくなってしまった。絶体絶命の危機の中、大幸運にも ピアニストの長島達也氏がコンサート前日に大役代行を引き受けてくれた。ただ、彼には2つ問題があった。一つは、その日シカゴでコンサートが予定されていたため、コンサート前日のリハーサルに参加できないという事。もう一つは、彼がその協奏曲を今まで弾いたことがなかったという事！コンサート当日に到着した彼は、その優雅な演奏で皆を騒然とさせた。彼は気さくで謙遜であっただけでなく、とても美しい演奏を披露した！」と、その年最も驚かされた出来事として取り上げている（2001年7月号、721ページ）。